# Elisabeth Ackermann (Diakonisse)
Elisabeth Ackermann (* 1905; † 29. Januar 1995 in Stuttgart) war eine deutsche Diakonisse und 26 Jahre lang Oberin der Großheppacher Schwesternschaft.

## Leben
Elisabeth Ackermann kam aus einem christlichen Elternhaus. 1926 trat sie in das Seminar der Basler Mission ein, machte eine Lehrerinnenausbildung und lernte ab 1930 in Birmingham Englisch. 1932 reiste sie an die Goldküste aus. Im Missionsseminar in Agogo arbeitete sie bis 1939 als Lehrerin.
In der Kriegszeit war sie zunächst Sekretärin des MBK und trat 1944 in die Großheppacher Schwesternschaft ein. Bereits am 1. September 1946 wurde sie zur Oberin berufen. 26 Jahre nahm sie dieses Amt wahr. Ihre Stellvertreterin war Frida Auer. In Zusammenarbeit mit verschiedenen Vorstehern und Prälaten führte sie die Schwesternschaft und verantwortete den Beitritt zum Kaiserswerther Verband (1950), sowie die Feiern zum hundertjährigen Jubiläum und den Bau eines zweiten Mutterhauses.
1981 reiste sie noch einmal zu Jubiläumsfeierlichkeiten nach Ghana.
1995 verstarb sie im Alter von 90 Jahren im Stuttgarter Diakonissenkrankenhaus.